# Niangoloko
Niangoloko es una ciudad de la provincia de Comoé, en la región Cascades, Burkina Faso. A 9 de diciembre de 2006 tenía una población censada de 22 310 habitantes.
Se encuentra ubicada en la zona suroccidental del país, cerca de la frontera con Malí y Costa de Marfil. 